# Пономарьова (Заводоуковський міський округ)
Пономарьо́ва (рос. Пономарёва) — присілок у складі Заводоуковського міського округу Тюменської області, Росія.
Населення — 275 осіб (2010, 261 у 2002).
Національний склад станом на 2002 рік:
- росіяни — 92 %